# 指揮権 (法務大臣)
指揮権（しきけん）とは、法務大臣が検察官を指揮すること。

## 概要
検察庁は行政機関であり、国家公務員法の規定に基づき、その最高の長である法務大臣は、当然に各検察官に対して指揮命令ができるのであるが、この指揮権については検察庁法により「検察官の事務に関し、検察官を一般に指揮監督することができる。但し、個々の事件の取調又は処分については、検事総長のみを指揮することができる。」として、具体的事案については検事総長を通じてのみ指揮ができるとした。一般的に法務大臣の指揮権とは、個々の事件について検事総長を指揮することを指す。
検察官は、例外を除き起訴権限を独占する（国家訴追主義）という極めて強大な権限を有し、刑事司法に大きな影響を及ぼしているため、政治的な圧力を不当に受けないように、ある程度の独立性が認められている。検察官はそれぞれが検察権を行使する独任官庁であるが、検察官は刑事裁判における訴追官として審級を通じた意思統一が必要であることから、検察官は検事総長を頂点とした指揮命令系統に服する（検察官同一体の原則）。そのため、法務大臣から個別事件について指揮を受けた検事総長は検察官同一体の原則によって、下位の検察官に対して影響を及ぼすものとされる。
法務省の訓令である処分請訓規程（昭和23年法務庁検務局秘第36号訓令、平成17年8月15日法務省刑事局総務課訓令第1045号、平成26年12月9日法務省刑事局総務課訓令第8号）と破壊活動防止法違反事件請訓規程（昭和27年7月19日法務府検務局秘第1570号訓令）では検事総長が法務大臣の指揮を受けるべき事件として「内乱罪、外患罪、国交に関する罪等」・「破壊活動防止法違反」など国家のアイデンティティに深く関わる犯罪があげられている。また、検事総長は現職国会議員を令状逮捕する場合のように政治問題化することが予想されるような事件については、衆議院議員総選挙と内閣総理大臣指名選挙によって選出された内閣総理大臣によって任命された法務大臣に対し、積極的に報告を行って指揮を仰ぐものと考えられている。法務大臣の指揮権は民主主義的な支持基盤を持たない行政機関である検察が独善的な行動をとらないよう掣肘する目的も有しており、閣議決定による認証官人事及び法務大臣の人事権とあわせて行政機関の民主主義的コントロールを意味している。検察権は、犯罪を捜査し処罰を請求する能動的な作用であるから、その監督と責任は政府がにぎるのは当然であって、消極的に人権を保障し、国家権力の行使を阻止する司法権のような独立は認められず、検察権を独立させることは、理論上権力分立に反するだけでなく、なんら政治的責任を負わず民主的監視を受けない強大な官僚陣営を認めることとなって弊害を生ずる。なお、検察権への監視としては、法務大臣の指揮権以外にも検察審査会、付審判制度、検察官適格審査会などの制度が存在する。
検事総長を務めた伊藤栄樹は「逐条解説　検察庁法」で検察に反する指揮権発動がされた場合に「検事総長の識見と判断に委ねられるという他はない」とし、注釈に検事総長の対応策として、不服ながらも指揮に従う、指揮に反する、官職を辞する、の3つを挙げた。しかし、検事総長が法務大臣の指揮に反する行動をとることは国家公務員法違反にあたると問題とされ、当事の秦野章法務大臣は伊藤の「指揮に反することができる」説を間違った説とした上で、「行きすぎれば検察の暴走に結びつく」として厳しくこの見解を批判した。上司の職務命令には一種の公定力が認められているため、法的には「法務大臣の職務命令に重大かつ明白な瑕疵がない限り違法なものでも服従する義務がある」とされ、伊藤の「指揮に反することができる」とする見解は明らかに国家公務員法及び検察庁法に反し、検察の独善を許す見解であるとして、現在では主張されていない。法務大臣の指揮権に反した検事総長は、職務上義務違反として免職を含めた懲戒処分が下されることになる。指揮権発動の結果の是非については、発動後の政治責任の問題である。政治的批判にその機会を与えるのが、まさに検察法14条に規定される指揮権の目的である。
検事総長への指揮権は法務大臣のみに付与されており、内閣総理大臣には付与されていないが、内閣総理大臣は内閣法第6条で規定された行政各部への指揮監督権と日本国憲法第68条で規定された法務大臣を含む閣僚任免権限があることで、検事総長への指揮権に影響力を及ぼしており、法務大臣が指揮権発動を拒否した場合でも、内閣総理大臣が法務大臣を罷免し自ら兼務することで指揮権を直接発動することも可能である。また、法務大臣を含めた閣僚に対して大きな影響力を持っている大物政治家にとっては、不文律の権力構造として検事総長への指揮権に影響力を及ぼすと考えられている。法務大臣が指揮権を悪用する事態には衆議院が持つ内閣不信任権によって抑制されることになる。
中央大学名誉教授であり、当時、京都産業大法科大学院教授も務めた渥美東洋は「日本の社会や経済が大混乱に陥る可能性があるとき以外は指揮権を発動してはならない」と指揮権について極めて慎重に扱うべきとした。法務大臣が国会や記者会見などでは具体的な事件に関する質問を受けた時は「個別の事件についての答弁は差し控えたい」として、政治的な圧力を疑われないように検察の判断を尊重するコメントを述べることが殆どであり、指揮権発動について極めて抑制的に考えられている。しかし、造船疑獄での指揮権発動以降、法務大臣と検事総長の間には常に緊張感が漂っていると言われている。ある検事総長経験者は、もし、指揮権が発動されたら指揮には従わず、辞表を出す覚悟だったと証言している。元検察幹部は、指揮権発動があるとすれば大臣との間に「誤解」が生じてしまっているということ、双方の立場をわきまえた上で大臣に極力情報を上げるようにすることが、造船疑獄以降、組織が得てきた教訓だと思うと述べている。

## 例

### 強制捜査中止
個別事件における検察官の強制捜査を中止させること。
実際に検察の意思に反する形で法務大臣の指揮権が発動されたのは1954年の造船疑獄において、与党幹事長（自由党の佐藤栄作）への逮捕を含めた強制捜査を任意捜査へ切り替えさせたのが唯一の例である（後述）。唯一の指揮権発動が政権幹部に対する強制捜査の中止という運用だったこともあり、一般的に「指揮権」「指揮権発動」という言葉は検察に対して強制捜査を中止させる意味で使われている。
しかし、法務大臣としての指揮権では強制捜査を中止できるのはあくまで検察官に対してに留まり、警察官や麻薬取締官に対して強制捜査を中止したり、公正取引委員会や証券取引等監視委員会や国税査察官の犯則調査を中止することはできない。刑事訴訟法における検事総長、検事長または検事正の司法警察職員への懲戒は検察官が独自に捜査を行う場合に司法警察職員が補助捜査に従わない場合に限り、また懲戒の最終決定権は法務大臣以外が持っているため、法務大臣の一存で司法警察職員を動かす万能の権力はない。法務大臣以外の別の管轄の担当大臣が強制捜査や犯則調査を中止することは可能であり、警察法第71条の緊急事態に関する規定により国家公安委員会の勧告に基づき、内閣総理大臣が警察庁長官を通じて都道府県警察に対して指揮したり警察官を派遣する規定によって、内閣総理大臣が警察の強制捜査を中止することは可能である。

### 不起訴処分
個別事件において検察官に不起訴処分をさせること。
しかし、「起訴独占主義」の例外である検察審査会の強制起訴制度や裁判所の付審判制度で起訴されるという形で法務大臣の意に反した起訴がされることがあるため、万能ではない。また、指揮権発動の唯一の例である造船疑獄では、与党幹事長は逮捕を含めた強制捜査を免れたものの罪状が変わった上で在宅起訴はされている（後述）。

### 強制捜査督励
個別事件において強制捜査を督励すること。
強制捜査中止とは逆に法務大臣が特定人物の逮捕や事件捜査を督励することを俗に「逆指揮権」「逆指揮権発動」と呼ばれる。

### 下級審無罪判決確定
個別事件において下級審で無罪判決が出た場合、検察官に上訴をさせずに無罪判決を確定させる。
1983年では元首相のロッキード事件一審判決が無罪だった場合、法務大臣が検察官に対して控訴させないようにして無罪判決を確定させる構想を持っていた（後述）。

## 具体例

### 指揮権が発動された例
指揮権が発動されたと公に認識されているのは1例のみである。(2024年10月現在）
- 1954年（昭和29年）4月21日の造船疑獄において犬養健法務大臣が「重要法案審議中」を理由に、佐藤藤佐検事総長に対して自由党幹事長・佐藤栄作の第三者収賄容疑の逮捕請求を無期限延期させて強制捜査から任意捜査への切り替えを命令した件

犬養はこの後に法務大臣を辞任した。なお、後任法務大臣の加藤鐐五郎は国会閉会直前の6月9日に「4月21日の法相指示は国会閉会とともに自然消滅する」と佐藤検事総長に通知している。検察は贈賄側が保釈されていることで収賄罪の容疑を裏づけることは困難として国会閉会後に佐藤幹事長の逮捕をすることはなかった。この事件については後に佐藤検事総長が国会で証人喚問された際に「指揮権発動によって、捜査に支障を来たした」と証言したこともあり、長らく政界が検察に対して党派介入したものと批判された。だが、この場合も命令は無効とはいえず、政治的な批判の問題が残されただけである。もっとも、その後の資料によって、検察内部で証拠の評価などを巡って捜査方針の対立があり、強行に捜査を進めていた特捜部の方針を危惧した検察幹部が政界に対して指揮権発動によって強制捜査を中止させる案を持ちかけたことが明らかになっている。なお、裁判では14人に有罪判決が出たが、7人の完全無罪確定者が出ており、14人の有罪判決の中には一部無罪判決が出た者もいる。また逮捕を免れた結果となった佐藤栄作は後に別件に切り替える形で政治資金規正法違反で在宅起訴されたが、国連加盟恩赦で免訴となった。　

### 指揮権発動に準ずる例
指揮権が発動したと公に認識されているのは上記の1例のみであるが、指揮権発動に準ずる例としては日本赤軍事件における獄中同士奪還要求に対する超法規的措置による釈放がある。
- 1975年のクアラルンプール事件では検察庁法第14条但し書きに準ずる形で、超法規的措置による釈放が行われた（当時の検事総長は布施健）。
- 1977年のダッカ日航機ハイジャック事件では法務大臣が刑務所・拘置所を所管する法務省矯正局長を直接指揮する形で超法規的措置による釈放が行われ、検察庁法第14条の規定は直接適用又は準用されなかった（当時の法務省矯正局長は石原一彦）。

### 指揮権発動が疑われたり、可能性が考慮された例
指揮権が発動したと公に認識されているのは上記の1例のみであるが、指揮権発動が疑われたり、可能性が考慮された例はいくつか存在した。
- 1965年、高橋等法務大臣は池田の側近である黒金泰美の実印が詐欺で使用された吹原産業事件で森脇将光が逮捕された際に記者会見で「政界とは関係がない」とコメントした（当時の検事総長は馬場義続）。東京地検は森脇起訴後と捜査終結時に自民党総裁選との関係を否定するコメントをした。
- 1976年、稲葉修法務大臣はロッキード事件について新聞のインタビューで積極捜査を後押しするコメントをした（当時の検事総長は布施健）。ロッキード事件は、検察自身が法務大臣の発言の前から事件解明に積極的だったため検察の意思と対立するものではないものの、強制捜査を積極的に促して「逆指揮権」を発動したと呼ばれた。
- 1983年、秦野章法務大臣は田中角栄元首相がロッキード事件で一審で無罪判決となった場合は検察に控訴をさせないために指揮権を発動させて無罪確定にする意思を持っていた（当時の検事総長は安原美穗）。実際には田中は一審有罪だったため、指揮権発動はされなかった。
- 1999年、中村正三郎法務大臣は自身がオーナーを務める企業と民事訴訟で争っている企業への刑事捜査を法務当局に促した（当時の検事総長は北島敬介）。法務省幹部から「指揮権発動に該当する恐れがある」と諌められたために撤回したが、後にこのことが露見したため、私的な理由で指揮権を発動しようとしたとして批判が集まった。
- 2007年、長勢甚遠法務大臣は在任中に緑資源機構談合事件で注目されながら自殺した松岡利勝について、東京地検が「松岡農相御本人や関係者取り調べた事実はないし、予定もなかった」というコメントが行われ、後に法務省から前述の報告を聞いたと答えた。しかし、松岡の疑惑に目を向ける者の中には、長勢が指揮権を発動して検察にそのようなコメントをさせたと疑う者もいた（当時の検事総長は但木敬一）。
- 2009年、森英介法務大臣の在任中に西松建設事件で民主党幹事長だった小沢一郎の秘書の大久保隆規が政治資金規正法違反で逮捕と起訴された（当時の検事総長は樋渡利秋）。衆院選間近であることなどから与党自民党に有利にするために野党民主党幹部への強制捜査を促す逆指揮権を発動したとする主張が主に民主党支持者から出たが、森は指揮権発動を否定した。民主党の第三者委員会は「強制捜査を中止する指揮権発動もありえた」とする最終報告書をまとめた。
- 2010年、千葉景子法務大臣は就任当初から従来の大臣とは異なり「法務大臣が一般的に指揮権を持っているということは認識をしています」と指揮権発動もありうることを示唆していた。2009年に小沢一郎秘書が起訴された際には民主党の第三者委員会が「指揮権発動による捜査中止もありえた」と指揮権発動に肯定的な報告書をまとめたことも指揮権発動の容易さに拍車をかけていた。2010年に小沢一郎の資金管理団体の土地購入に関する陸山会事件で与党民主党幹事長の小沢一郎に対して強制捜査が行われ、石川知裕衆議院議員を含む元秘書3人が捜査対象にはなった時は指揮権発動の可能性が指摘されたが、最終的に元秘書3人は逮捕、起訴され、指揮権発動は行われなかった（当時の検事総長は樋渡利秋）。
- 2010年、柳田稔法務大臣の在任中に尖閣諸島中国漁船衝突事件で那覇地検が公務執行妨害罪で身柄拘束中の船長を処分保留で釈放された（当時の検事総長は大林宏）。那覇地検の釈放理由に「今後の日中関係を考慮する」とあったため、政治判断による指揮権発動が疑われたが、柳田は釈放は検察の判断であり報告を受けた時に検察の判断を尊重したとし、指揮権発動を否定した。しかしそれから3年後の2013年9月19日、事件当時の内閣官房長官であった仙谷由人は時事通信社のインタビューに答え、自身が法務事務次官に対して船長釈放の要望を実質上は出していたこと、釈放決定前に外務省幹部を那覇地検へ派遣したこと、またそれらに関しては、2010年11月に日本での開催が予定されていたAPEC首脳会議に際し中国首脳の来日拒否を恐れた事件当時の内閣総理大臣・菅直人の「解決を急げ」との指示があったことを明言し、政治関与があったことを明らかにした[14]。更に2020年9月、衝突事件直後に国土交通大臣から外務大臣に補職替えとなっていた前原誠司は産経新聞の取材に答え、2010年9月21日に菅直人自身が首相公邸で前原に対し強い口調で「釈放しろ」と指示したこと、そして前原がその旨を仙谷由人に伝えたことを明らかにした[15][16]。2024年10月8日に菅は次期衆院選への不出馬を表明する記者会見で中国人船長の釈放を自ら指示したかを問われ、経緯に関する細かい記憶は薄れていると断りつつ、「首相だから、私が指示したといわれるのは当然だ」と認めた。その上で、「あの段階の判断として（日中関係を）こじらせるよりも、ある程度の理解の中で対応したつもりだ」と説明した[17]。
- 2012年、小川敏夫法務大臣が、陸山会事件に関連した虚偽の捜査報告書作成問題に関して、検事の起訴を前提とした指揮権の発動を野田佳彦首相に諮ったが、了承が得られなかったことを退任時に明かした[18]（当時の検事総長は笠間治雄）。なお、この報告書を作成した検事は不起訴となった。
- 2024年、静岡地裁の再審公判で無罪判決が言い渡された袴田巌氏を支援する超党派の議員連盟のメンバーらが10月2日、法務省を訪れ、検察側が判決を不服として控訴した場合は、法相の指揮権で取り下げさせるよう求める要請書を提出した（当時の検事総長は畝本直美）[19][20]。